# Pere Furió
|  | No s'ha de confondre amb Pedro Furió. |

Pere Furió fou violinista i mestre de capella. (Alacant, ~1715 — Oviedo, 1780)

## Vida
Es va formar a la col·legiata de Sant Nicolau de Bari, a Alacant. El 1735 fou tiple a l'església parroquial d'Elx, i el 1750 obtingué la plaça de mestre de capella d'Antequera (Màlaga), d’on fou desterrat per unes suposades faltes. El 1755 fou Mestre de la Capella Reial de Granada on fou empresonat un any més tard. Del 1757 al 1759 fou mestre de capella de Sant Martí de València i del 1759 al 1760 ho fou a Guadix (Granada). Va ser cantor i violinista a la catedral de Santiago de Compostel·la. El 1770 fou mestre de capella de Lleó. El 1775 substituí Enrique Villaverde al capdavant de la seu d’Oviedo.

## Obra
La seva obra es troba dispersa en diversos arxius. L'estil galant que mostra en bona part de les seves composicions palesa el pas del Barroc al preclassicisme.